# Doblón (tauromaquia)
Es un pase por bajo de muleta que el torero suele dar al comienzo de la faena flexionando mucho la pierna del embroque con la doble finalidad de someter y ahormar la embestida del toro, sobre todo cuando este da detalles de mansedumbre o fiereza.

## Origen del pase
José María de Cossío, en el tomo I de su Tratado "Los toros. Tratado técnico e histórico" plantea que el toreo, en sus comienzos, solo usaba el engaño de la capa, y que cuando se empezó a usar la muleta, ya Pepe Hillo  aclaró que los distintos usos de la misma eran “al modo de la suerte de capa”, y Montes especificó que así se hacía tanto por la situación del torero como al “dar el remate por alto o bajo del mismo modo que con la capa”. Así, de la navarra habría derivado el molinete, o del farol el pase afarolado. El doblón (al que no alude Cossío en su “Vocabulario” como sustantivo, pero sí como verbo, “doblarse”), lógicamente, se habría inspirado en el recorte de capa por bajo, que pervive, aunque es poco usado a pesar de su eficacia,  sobre todo para poner en suerte al toro frente al caballo, pues lo dobla y lo para frente a este.

## Origen de la palabra
Doblón, como sustantivo, ha derivado del verbo doblar, o doblarse, que es la acción en que el torero obliga a revolverse el toro con un cambio brusco de dirección, que le dobla. Un especialista moderno define así doblar: “Revolverse el toro al seguir al engaño que persigue embebido”. Ese doblar el cuerpo del toro implica un movimiento esforzado, y por eso el doblón se considera, en principio, un pase de castigo, como podemos ver en otro diccionario moderno especializado: “Pase dando la salida por bajo para doblar al animal, cortándole el viaje con el fin de castigarlo si cornea o recogerlo si tiene tendencia a irse”, definición que es prácticamente reproducida por el lexicógrafo taurino citado anteriormente, nueve años después, que también define el verbo reflexivo doblarse: “Cuando el diestro obliga al toro a revolverse siguiendo el engaño que le manda”. El sufijo aumentativo –ón enfatiza con precisión la fuerza del pase.

## Estética, oportunidad y técnica del pase
En realidad el doblón, además de pase de castigo, debe considerarse un pase de sometimiento para ahormar al toro, y con este otro fin, puede destacar, en la forma, por su estética, y en el fondo, por su oportunidad. Además este pase, ejecutado correctamente, exige mucha exposición y mando por parte del torero. Pero veamos primero la técnica del pase del doblón: “Situado el torero casi de frente, se adelanta la muleta, y con un toque suave se echa esta a las manos del toro con el objeto de que humille. En este momento se adelanta la pierna y se carga la suerte, llevando al animal toreado y sacando finalmente la muleta por debajo de la pala del pitón”. Por eso, un crítico taurino tan exigente como Joaquín Vidal puede decir de este tipo de pases por bajo: “son de una especial reciedumbre, muy toreros siempre, y la afición los denomina dobladas o doblones… pues, efectivamente, con su ejecución el torero hace humillar y doblar al toro”.

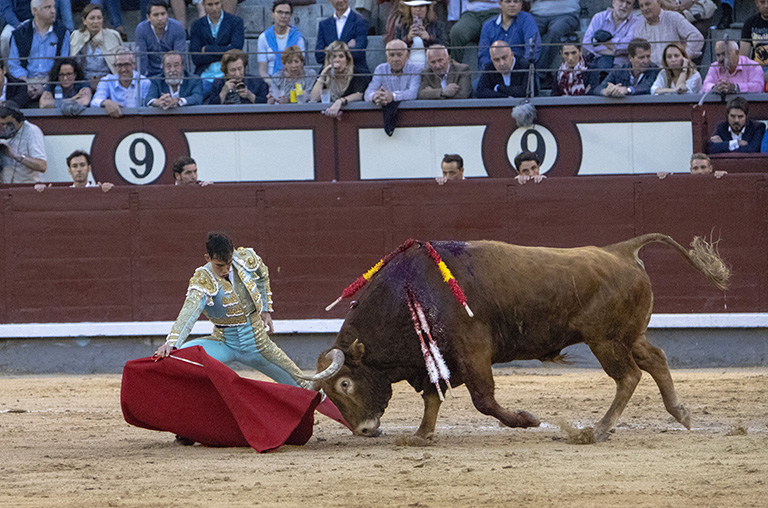
Doblón de Fortes en Madrid

La estética de este pase taurino se basa en una singular posición respecto a todas las demás suertes del toreo, con el compás tan abierto de piernas que la flexión de la rodilla que carga la suerte fuerza a la otra pierna a una gran oblicuidad, que puede llegar a la genuflexión, es decir, a apoyar la otra rodilla en tierra. Precisamente por la flexión de al menos una pierna las más antiguas tauromaquias le llamaban compás quebrado. Pero, como en todas las suertes del toreo, la verdadera estética debe ir acompañada de la emoción que aportan el temple y el ajuste del embroque. En cuanto al sentido de la oportunidad en la elección del pase, nos quedamos con estas palabras del torero norteamericano, y artista diverso, Robert Ryan: “Tanto en los ayudados por bajo como en los doblones, el diestro abre el compás precisamente para dar largura al pase, toda la largura que admite el toro y aún más, insistiendo a través del temple a que la embestida se prolongue, lo cual ahorma al toro a la vez que centra su furia”.

## Formas de ejecución
Vamos a seguir ahora la clasificación genérica que establece Cossío para “todos los pases imaginables”, independientemente de que el torero lo haga con la mano derecha o con la izquierda (y por los dos pitones), pues también con el doblón esa alternancia es posible: puede darlo el torero como pase natural, puede también darlo como pase cambiado, y finalmente puede hacerlo como pase ayudado, que es cuando intervienen las dos manos, una con la muleta y otra con el estoque, que acompaña el vuelo de la muleta.
Naturalmente los toreros escogen cada una de estas seis modalidades, cambiando frecuentemente de mano, en función de la lidia que desean y sus objetivos: castigar, ahormar, adornarse... Las series de doblones suelen ser breves, porque, aunque se ejecuten con suavidad y a media altura, desgastan considerablemente la fuerza del toro.
Es muy didáctico y expresivo el vídeo de Youtube citado en “Enlaces externos”, que parece ideal para escuelas de tauromaquia (vid). 

## Momentos de la faena
En el toreo antiguo dominaba el uso de doblones con afán de castigo, pues las breves faenas de muleta preparaban el sometimiento del toro para cuadrarlo y matarlo. Probablemente surgían espontáneamente ante las dificultades del toro. 
Luego, desde la llamada Edad de Oro, término popularizado por el maestro de crítica taurina Gregorio Corrochano, el uso del castigo se acogió “a una disciplina más estricta”, según Robert Ryan, que centra en José Gómez Ortega, Joselito el Gallo, el origen del cambio.
En el toreo actual hay dos momentos claramente diferenciados: el comienzo y el final de la faena. Muchos toreros apenas los usan al comienzo, pero hay algún matador que lo tiene por costumbre, como Enrique Ponce, que declara sobre los doblones: “Para mí son fundamentales en el comienzo de la faena en el noventa por cien de los toros. Lo que pasa es que trato de hacerlo bonito cuando el toro me lo permite. Es una toma de contacto muy importante con el toro porque siempre lo llevas toreado y creo que en los inicios al toro hay que enseñarles [sic] el camino y hacerles las cosas muy bien”.
Otros toreros recurren a doblarse con el toro cuando antes, inapropiadamente, han intentado en vano el canon de faena clásica al uso, comprobando que el animal o bien derrota, o sale huido, o se revuelve, no pasa, gazapea, etc. Es decir, que el toro lo que había requerido era una lidia de poder y de castigo, a la antigua. Son muy pocos los diestros que reaccionan a tiempo y por medio de doblones o trincherazos consiguen ahormar aún al toro bronco o manso y “enseñarle el camino”, como dice Ponce. Lo normal es que se decidan a abreviar ya la faena. Entonces, para poder cuadrarlo, recurren, sobre la base del juego de pies, a un macheteo por la cara o a unos pocos doblones desde los costados del animal. Pero si no insisten adecuadamente en este recurso de castigo, hasta someter al toro, muy probablemente se vuelven a encontrar con problemas para entrar a matar.

## Algunos toreros destacados
En cuestión tan específica será muy fácil dejar sin nombrar grandes toreros. Pero parece interesante citar al menos unos pocos recurriendo de nuevo a Robert Ryan: “Dentro de esa disciplina [la iniciada por Joselito el Gallo], han sido creadores en el castigo diestros como Granero, Pepe Ortiz [su maestro mejicano], Cagancho y Victoriano de la Serna”, culminando en “el castigo grácil del torero artista y poderoso” que fue Domingo Ortega. Por último destaca el “gallardo poder” de Roberto Domínguez en sus últimos años.
De Joselito el Gallo cuenta un crítico muy prestigioso, que además le apreciaba por sobre todos los demás toreros: “Creyó Gallito que había más toro del que realmente había y le dio cuatro muletazos muy valiente, pero doblando al toro de tal manera que acabó con él; se excedió en el castigo, y el toro pasó a la defensiva, derrotando mucho sin pasar”. Se transcribe esto para hacer notar el difícil equilibrio de aplicar oportunamente este pase de muleta.
Pensando particularmente en el uso del pase del doblón, puede distinguirse entre especialistas en poder con los toros más fuertes y correosos a base de coraje y precisa técnica, como Ruiz Miguel y Andrés Vázquez, que se veían forzados a recurrir a este pase con frecuencia; y otros maestros, que al doblarse con el toro han aplicado el arte de ahormar con un sentido más estilístico: Diego Puerta, Antonio Bienvenida, Antoñete o más actualmente Morante de la Puebla, por ejemplo en Las Ventas, en la corrida de la Beneficencia de 2007, ganando terreno en tres doblones de gran dominio hasta el centro del ruedo. O Diego Urdiales.